# Puchheim (Niemcy)
Puchheim – miasto w Niemczech, w kraju związkowym Bawaria, w rejencji Górna Bawaria, w regionie Monachium, w powiecie Fürstenfeldbruck. Leży około 10 km na południowy wschód od Fürstenfeldbruck, przy drodze B2. Do 16 maja 2011 gmina wiejska (Gemeinde).
W latach 1910–1914 funkcjonowało tutaj jedno z pierwszych lądowisk na Bawarii. W Puchheim między 1914 a 1920 znajdował się również obóz jeniecki, przetrzymujący głównie obywateli Francji, Rosji i Anglii.
W miejscowość znajduje się przystanek S-Bahn z Monachium, dojazd do centrum Monachium jest możliwy w niespełna 20 minut.

## Demografia
Dane o ludności z 31 grudnia 2008:
| Opis                                | Ogółem | Ogółem | Kobiety | Kobiety | Mężczyźni | Mężczyźni |
| ----------------------------------- | ------ | ------ | ------- | ------- | --------- | --------- |
| Jednostka                           | osób   | %      | osób    | %       | osób      | %         |
| Populacja                           | 19 441 | 100    | 10 045  | 51,67   | 9396      | 48,33     |
| Wiek przedprodukcyjny (0–17 lat)    | 3309   | 17,02  | 1620    | 8,33    | 1689      | 8,69      |
| Wiek produkcyjny (18–65 lat)        | 11 852 | 60,96  | 6127    | 31,52   | 5725      | 29,45     |
| Wiek poprodukcyjny (powyżej 65 lat) | 4280   | 22,02  | 2298    | 11,82   | 1982      | 10,19     |

## Polityka
Wójtem gminy jest Herbert Kränzlein z SPD, rada gminy składa się z 24 osób.
|      | CSU | SPD | FW | Zieloni | UB | Razem |
| 2008 | 8   | 7   | 4  | 3       | 2  | 24    |
| 2002 | 10  | 7   | 3  | 2       | 2  | 24    |

## Współpraca
Miejscowości partnerskie:
- Attnang-Puchheim, Austria
- Nagykanizsa, Węgry
- Salo, Finlandia
- Zalakaros, Węgry